# ダラーラ・BMS189
ダラーラ・BMS189 (Dallara BMS189) は、ジャンパオロ・ダラーラとマリオ・トレンティーノが設計したフォーミュラ1カー。BMSスクーデリア・イタリアチームが1989年のF1世界選手権で使用した。BMS189の最高成績はアンドレア・デ・チェザリスのカナダグランプリにおける第3位である。
「BMS189」の他に「F189」、「189」と表記されることがある。

## 開発
ダラーラ・BMS189の発表は2月2日、前年のF188と同じくイタリア空軍のミラノ基地で戦闘機「アエルマッキ MB-339」とともに発表された。同年より2カーエントリーに拡大されることも発表され、前年からの残留となったアレックス・カフィと、新加入のベテラン、アンドレア・デ・チェザリスのイタリアンコンビとチーム首脳がずらりと並んだこの滑走路での演出は、純イタリア国産戦闘機との共演で『イタリアン・チーム』のこだわりをPRする戦略であった。タイヤもF1に復帰したイタリアのピレリを採用した。
BMS189は前作BMS188の後継車として設計された。BMS188を全面的に手掛けたセルジオ・リンランドがブラバムへと移籍したため、かつてフランク・ウィリアムズの下でデ・トマソ505・DFVをデザインしていたダラーラのボス、ジャンパオロ・ダラーラと、レモ・マンツィーニ、マリオ・トレンティーノが設計し、ダラーラが製作した。BMS188の基本構成をベースに、フロントノーズからコクピット周辺はスリム化され、空力面で現代化が果たされた。エンジンは188ではDFZだったが、189では進化バージョンのコスワース DFR V8エンジンを搭載し、メンテナンスチューンは前年と同じくスイスのエンジンチューナー、ハイニー・マーダーと提携する。
トランスミッションはダラーラ自製の6速、サスペンションは前後ともプルロッド式を採用。ブレーキはカーボンインダストリー社ディスクにブレンボ製キャリパーで固められた。シンプルな構成によって車両重量は規定されている最低リミット500kgちょうどの軽量に仕上げられ、F1二作目となるダラーラの製作レベル向上を示した。
後半戦のハンガリーGPからは、エンジンへのフレッシュエア流量増加を狙いエンジンカウル形状が変更され、翌年型190へと継承される形状（吸入口上部が平面的に変更）を導入した。

## 1989年シーズン
1989年シーズン、BMSスクーデリア・イタリアは2台体制に拡大した。アレックス・カフィが残留し、経験豊富なアンドレア・デ・チェザリスが加わった。カフィは昨シーズンポイントを獲得することはできなかったが、デ・チェザリスはリアルで3ポイントを獲得していた。そのためカフィはシーズン前半予備予選に回らなければならなかったが、良い車とピレリの強力な予選用タイヤもあって、若いイタリア人ドライバーにとって問題にはならなかった 。開幕戦でデ・チェザリスは予選15位、決勝はエンジントラブルでフィニッシュできなかったものの完走扱いで13位となった。デ・チェザリスのベストレースはカナダグランプリで、雨天のレースであった。予選は9位（シーズン最高予選順位）で、決勝は3位となった。これは彼にとってシーズン唯一のポイント獲得となり、スクーデリア・イタリアにとってはF1参戦二年目にして初の表彰台獲得となった。次戦のフランスGPでは予選落ちを喫したが、その他のレースは大半が予選を中位で通過している。
一方のカフィは開幕戦ブラジルGPで予備予選落ちし、この他にも第8戦イギリスGPでも予備予選落ちを喫した。しかしこの他のレースではデ・チェザリスよりも上位で予選を通過した。
第10戦ハンガリーGPではウィリアムズのリカルド・パトレーゼ、マクラーレンのアイルトン・セナに次く予選3番手をマークするなど速さを見せたが、決勝ではピレリタイヤの弱点であった決勝用タイヤのライフ問題もありポイント外の7位に終わった。カフィがポイントを獲得したのは2回で、モナコGPでの4位とカナダGPでの6位であった。カナダGPではスクーデリア・イタリアのドライバー2名共にポイントを獲得した唯一のレースとなった。カフィとデ・チェザリスは共に4ポイントを記録し、ランキング16位となった。カフィはこれらのポイントを得たことでシーズン後半戦からは予備予選を免除され予選からの出場となった。スクーデリア・イタリアはコンストラクターズ8位を記録した。
母国GPである第12戦イタリアの開催パドックで、翌年もカフィとデ・チェザリスのコンビ継続が発表されたが（ただしカフィは年末にフットワークがスクーデリア・イタリアに違約金を払いアロウズへ移籍）、この席では'89初頭にチームとランボルギーニとの間で1990年からのV12エンジン供給についての仮契約が結ばれていたが、それが白紙に戻り来季もマーダーチューンによるDFRを継続使用することが併せて発表された。

## F1における全成績
(key) （太字はポールポジション）
| 年     | チーム                    | エンジン          | タイヤ | No. | ドライバー     | 1    | 2   | 3   | 4   | 5   | 6   | 7   | 8    | 9   | 10  | 11  | 12  | 13  | 14  | 15  | 16  | ポイント | 順位 |
| ------ | ------------------------- | ----------------- | ------ | --- | -------------- | ---- | --- | --- | --- | --- | --- | --- | ---- | --- | --- | --- | --- | --- | --- | --- | --- | -------- | ---- |
| 1989年 | BMSスクーデリア・イタリア | コスワース DFR V8 | P      |     |                | BRA  | SMR | MON | MEX | USA | CAN | FRA | GBR  | GER | HUN | BEL | ITA | POR | ESP | JPN | AUS | 8        | 8位  |
| 1989年 | BMSスクーデリア・イタリア | コスワース DFR V8 | P      | 21  | カフィ         | DNPQ | 7   | 4   | 13  | Ret | 6   | Ret | DNPQ | Ret | 7   | Ret | Ret | Ret | Ret | 9   | Ret | 8        | 8位  |
| 1989年 | BMSスクーデリア・イタリア | コスワース DFR V8 | P      | 22  | デ・チェザリス | 13*  | 10  | 13  | Ret | 8*  | 3   | DNQ | Ret  | 7   | Ret | 11  | Ret | Ret | 7   | 10  | Ret | 8        | 8位  |

- コンストラクターズランキング8位
- ドライバーズランキング16位（アレックス・カフィ）予選最高位3位1回 決勝最高位4位1回
- ドライバーズランキング16位（アンドレア・デ・チェザリス）予選最高位9位2回 決勝最高位3位1回

## 参照
1. 1 2 3 4 5 6  Stats F1. “Dallara 189”. 2014年5月7日閲覧。
2. ↑  リンランドはブラバム移籍後の'89年開幕後にBMS189を見て、「私のBMS188の基本骨格をベースに良く改良されているね。」と評した。　セルジオ・リンランド 快進撃ブラバムを支えるデザイナーの自信 グランプリ・エクスプレス '89カナダGP号 14-15頁 山海堂 1989年7月8日発行
3. ↑  1989年型NEWダラーラ 2カーエントリーで発進　グランプリ・エクスプレス '89シーズン歓待号 30頁 山海堂 1989年3月13日発行
4. 1 2  Nye, 1992, p. 256
5. ↑  “USA 1989 - Lap by lap”.   Statsf1. 2016年6月12日閲覧。
6. ↑  “Hungary 1989 - Qualifications”.   Statsf1. 2016年6月12日閲覧。
7. ↑  同GPではランボルギーニV12エンジンのチーム・ロータスへの供給決定会見も開かれた。